# 紫荆路 (珠海)
紫荆路是中國廣東省珠海市的一條道路，位于香洲區，馬路呈南北走向。北邊從梅华路交界开始，一直向南去到柠溪路与人民东路的交界。

## 概要及历史
全長1.69公里，宽36米，雙向6車道。
紫荆路由1985年建成，以珠海市花紫荆花定名。
2010年，该道路曾进行过道路改造，并于柠溪路路口加设地下行车隧道。

## 經過的道路
这条路的顺序是由北到南排列，其中加粗的字为主幹道：
- 翠香路
- 银桦路
- 银香路
- 桃园路
- 人民东路
- 柠溪路